# Conservatori de Música de Tortosa
L'Escola i Conservatori de Música de la Diputació de Tarragona a Tortosa és un centre públic d'ensenyaments musicals que cobreix tot l'àmbit de les Terres de l'Ebre. El centre ofereix dues tipologies d'estudis musicals: els no-reglats, que permeten plans d'estudis d'educació musical als nens de 5 a 12 anys i la possibilitat d'aprofundiment a la resta d'edats; i els estudis reglats, anomenats Grau Professional de Música, als quals hom pot accedir a través d'unes proves específiques d'accés a partir dels 12 anys.